# Фашизм

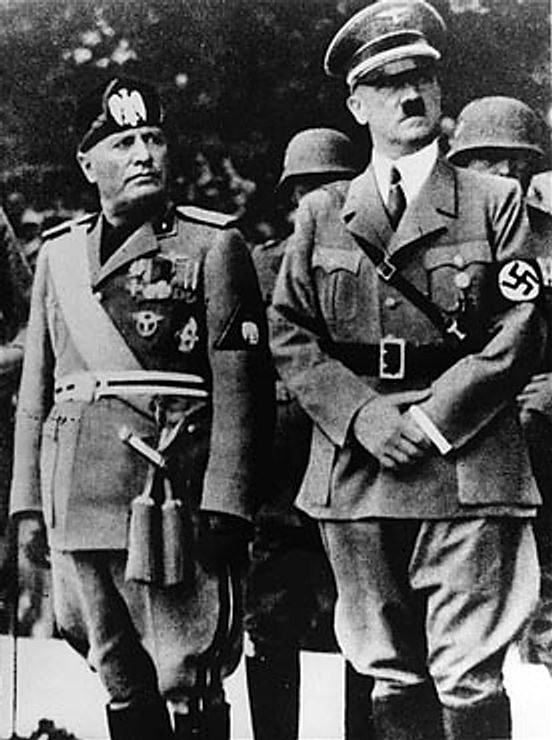
Беніто Муссоліні і Адольф Гітлер. Головні ідеологи фашизму XX століття

Фаши́зм (італ. fascismo, від італ. fascio — «зв'язка», «об'єднання») — різновид політичного режиму, а також радикальна авторитарна імперіалістична політична ідеологія, властивими ознаками якої є надзвичайний культ особи, мілітаризм, тоталітаризм, імперіалізм та ідея єднання, мобілізації нації й держави проти ворогів, насильницьке придушення опозиції й ідея постійної війни і панування.
Спочатку — самоназва політичного руху під проводом Беніто Муссоліні в Італії, який був при владі від 1922 до 1943 року. Вже у 1920-х роках супротивники фашизму поширили це поняття на інші праворадикальні, авторитарні, тоталітарні і націоналістичні режими, диктатури та на політичні групи, і, серед інших, на німецький націонал-соціалізм, хоча лише деякі з них називали себе «фашистськими» та за своєю ідеологією і політичною діяльністю, істотно відрізнялися від італійського фашизму.
Вважають, що фашизм бере свій початок в італійському націоналізмі часів Першої світової війни і як політична течія, був заснований Беніто Муссоліні — до того одним із лідерів Італійської соціалістичної партії і був започаткований як об'єдна́ння в єдине ціле «правих» і «лівих» політичних спектрів. Фашисти сприймали Першу світову війну 1914 року як революцію, яка внесла величезні зміни в природу війни, суспільство, державу та технології. Початок майже поголовного збройного конфлікту та повсюдна мобілізація суспільства, стерли різницю між цивільними та бійцями. Виникло військове громадянство, за якого всі громадяни в певний спосіб, були пов'язані з військовими. Внаслідок такої війни, постає могутня держава, здатна залучати мільйони людей для служби на передовій і покривати їхнє матеріально-технічне забезпечення, а також мати безприкладну владу, втручатися в життя громадян.
Фашизм відкидає твердження про те, що насильство за своєю суттю погане, і розглядає імперіалізм, політичний примус та війну, як засоби національного відродження. Фашисти часто виступають за створення тоталітарної однопартійної держави і за керовану економіку, головною метою якої є досягнення автаркії (національної економічної самодостатності) через протекціоністські та економічні  політики інтервенціонізму. Надзвичайний авторитаризм і націоналізм фашизму, часто проявляються як віра в расову чистоту чи панівну расу, зазвичай змішану з деяким різновидом расизму чи дискримінації упослідженого «іншого», населення.
Однак, на думку видатного науковця, нобелівського лауреата в галузі фізіології та медицини Івана Павлова, джерелом фашизму став більшовицький переворот 1917 року у царській Росії: до нього «фашизму не було», і опісля нього більшовики сіяли «по культурному світові не революцію, а з величезним успіхом фашизм».
На спорідненість політичних режимів першої половини ХХ ст. вказував Арнольд Тойнбі, англійський історик, учення якого піддається критиці більшості науковців.

| Успіх ленінського диктаторського режиму однопартійного типу доведений багатьма його наслідувачами. Проминувши тих наслідувачів, що називали себе комуністами, вкажімо лише на режим, установлений Мустафою Кемалем Ататюрком задля повного відродження Туреччини; на фашистський режим Муссоліні в Італії; на націонал-соціалістичний режим Гітлера в Німеччині. |

## Визначення поняття

Знамено Муссоліні

Італійська національна фашистська партія (емблема — лікторська зв'язка)

Етимологія слова фашизм походить від латинського фасції (пучок). Пучок був символом влади під час Римської імперії чиновників-лікторів до найвищого римського судді, консулів, преторів і диктаторів. Тому емблема фашизму — лікторська зв'язка — знак єднання, сили і справедливості, оскільки фашизм не лише законодавець і будівельник закладів, але й учитель і рушій духовного життя.
Фашизм зазвичай тлумачиться як «ультраправа ідеологія», хоча деякі автори наголошують на тому, що розміщення фашизму на звичайному поділі політичного спектра лівий-правий є важким, оскільки фашизм охоплює складові лівих ідеологій. Адольф Гітлер та інші прихильники офіційно зображують німецький нацизм як ні лівий, ні правий, але синкретичний. Націоналізм був основною частиною італійського фашизму через те, що фашистські партії зосереджені хоча і не на національній ідентичності, але на національній єдності, і не на класовій боротьбі. Нацистська Німеччина була зосереджена на «чистоті раси», а фашистська Італія Муссоліні покладалася на державний суверенітет у стосунку до особистості. Проте у 1937 Муссоліні ввів низку законів, спрямованих проти євреїв, що було зроблено просто задля підтримки політики Адольфа Гітлера, а не з ідеологічних міркувань.
Фашизм — соціально-політичні рухи, ідеології і державні режими право-тоталітарного типу. Науковці також часто визначають фашизм як крайню праву ідеологію Науковці також вважають фашизм різновидом синкретичної політики.
На думку Еріка Берна, фашистом можна назвати людину, котра не поважає життя інших і розглядає його як свою здобич. Він описує фашизм як зарозуміле ставлення, котре безперечно є реліктом доісторичної свідомості, що дійшло до наших днів як радість канібалізму і масових вбивств.
Від 30-х років поняття «фашизм» стало поширюватись і на інші, відносно подібні та споріднені за ідеологією та політичною діяльністю, режими: націонал-соціалістичний в Німеччині (нацизм), військово-фалангістський в Іспанії (Іспанська фаланга), військово-поліційний в Португалії тощо, які самі себе ніколи не називали «фашистськими». І. В. Сталін офіційно називав німецьких націонал-соціалістів фашистами, і така його позиція в період сталінізму, звичайно була прийнята радянською пропагандою. У будь-яких своїх проявах фашизм протиставляє інститутам і цінностям демократії, так званий «новий порядок» та жорсткі засоби його утвердження. Фашизм у владі спирається на велелюдну тоталітарну політичну партію (приходячи до влади, вона стає монопольною), підконтрольні владі профспілки і незаперечну вагу «вождя», «фюрера», «дуче», «каудільо», а також на всеохопний ідеологічний і фізичний терор.
Дослідник італійського фашизму Річард Босворз називає бааський режим Саддама Хусейна, який виник значно пізніше після Другої світової війни, епігоном фашизму.
Існує певна подібність і спорідненість фашизму та комунізму за деякими ознаками.
У сучасній путінській Росії помітні значні фашистські тенденції Російське політичне явище «путінізм» разом із доктриною «русского мира» набуло наукового значення і стало подібним до сучасного різновиду фашистської диктатури (див. Рашизм).

### Італійський фашизм і німецький нацизм: подібності та відмінності
Більшість сучасних дослідників фашизму і німецького нацизму розглядають німецький націонал-соціалізм як видозміну (але не «зразкову») фашизму — в широкому розумінні цього терміну, як певного типу ідеологій — «родового фашизму» (англ. generic fascism), а не італійського, який також є лише одним із варіантів «родового фашизму», хоча й хронологічно більш раннім.
Італійські фашисти та німецькі націонал-соціалісти вкрай негативно ставилися до комунізму та ліберальної демократії. Вони в своїй політичній риториці та пропаганді зневажливо та глузливо називали плутократіями та плутократами західні демократичні держави та їхніх правителів.
Італійський фашизм першим, після російського більшовизму, прийшов до влади,— і тим самим запропонував зразок для наслідування іншим відносно подібним та спорідненим за ідеологією та політичною практикою організаціям і групам, що з'явились пізніше після становлення італійського фашизму. Попри їхню подібність та спорідненість, інші організації та рухи, які, у пропаганді, прийнято називати «фашистськими» за подобою з італійським фашизмом, мали певні особливості, що значно відрізняли їх один від одного та, зокрема, від італійського фашизму. Наприклад, для німецького націонал-соціалізму від самого початку був притаманним «біологічний расизм», расовий екстермінаційний антисемітизм, запровадження расової політики, євгеніка та «расова гігієна», тоді як відсутність расової складової італійського фашизму, підтверджується значною участю італійських євреїв у італійському фашистському руху та участю у місцевих фашистських організаціях небілого населення африканських колоній, завойованих фашистською Італією. Італійський фашизм тільки після 1938 р., під впливом німецьких націонал-соціалістів, увів дискримінаційні расові закони проти євреїв. Расизм у фашистській Італії ніколи не набрав таких значних розмірів, як у Третьому Рейхові. Введення расових законів проти євреїв було викликане впливом Третього Рейху на фашистську Італію. До того ж, расизм та антисемітизм у фашистській Італії після 1938 р. мали лише дискримінаційний характер. До 1938 року, євреї не тільки не підлягали проявам нетерпимості, а навіть обіймали значні посади у державі та фашистській партії. Різним було ставлення німецьких націонал-соціалістів та італійських фашистів, до християнської релігії: в Третьому Рейхові християнські церкви піддавались переслідуванню, тоді як католицька церква у фашистській Італії мала привілейоване становище Деякий час взаємини між італійськими фашистами та німецькими нацистами були напруженими (див: Виникнення фашизму в Італії). Ідеологічні відмінності між німецьким націонал-соціалізмом та італійським фашизмом, докладно розкрито в статті Євгена Онацького «Ідеологічні й тактичні розходження між фашизмом і націонал-соціалізмом».
Відома дослідниця тоталітарних режимів Ганна Арендт ставить під сумнів тоталітарну природу фашистської диктатури в Італії. Муссоліні, який вподобав термін «тоталітарна держава», не намагався встановити розвинутий тоталітаризм у державі. Порівняно дуже мала кількість репресій (див. нижче розділ: «Масштаби репресій та жертв італійського фашизму») була однією з ознак нетоталітарности способу правління Муссоліні, порівняно з масовими вбивствами та ув'язненнями тоталітаризму Третього Рейха, або ж більшовицької Росії. Нацистські політичні теоретики завжди чітко наголошували, що «етичну державу Муссоліні» та «ідеологічну державу Гітлера» не можна порівнювати в однаковому вимірі. Очільники Третього Рейху Йозеф Геббельс та Генріх Гіммлер відзначали значну різницю між італійським фашизмом та німецьким націонал-соціалізмом.
На відміну від Адольфа Гітлера в Третьому Рейхові, італійський фашистський диктатор Беніто Муссоліні не володів повнотою влади: частина владних повноважень в Італії залишалася в руках короля та Великої фашистської ради; значний вплив у країні мала католицька церква та деякі промислові кола. Беніто Муссоліні був усунутий від влади королем та Великою фашистською радою 25 квітня 1943 року після серії поразок італійської армії у битвах Другої світової війни. Неповнота влади італійського фашистського диктатора наближає італійський фашизм за цією ознакою до авторитарних режимів, порівняно з тоталітарною природою німецького нацизму, та за цією ознакою дещо «уподібнює» його до демократичних держав, у яких існує розподіл державної влади та система стримувань і противаг. Іспанський диктаторський режим Франсіско Франко, що володів значно більшою виконавчою владою ніж Беніто Муссоліні, в науковій літературі відносять до авторитарних режимів.

### Різні визначення фашизму
Щоб окреслити істотні ознаки і причини фашизму, і спробувати їх пояснити, існують різні теоретичні підходи в історичній і соціальних науках, що відрізняються здебільшого в оцінці того, які властивості фашистських рухів або парадигми повинні бути розглянуті, і які соціальні та історичні чинники призвели до виникнення цих рухів.

## Італійський фашизм
В точному значенні, фашизм — феномен політичного життя Італії 20–40-х рр. XX ст.

### Ідеологія італійського фашизму
Ознаки фашизму як ідеології, політичного руху і соціальної практики:
- фашисти зазвичай мають тверду позицію проти будь-якого розділу зв'язку політичних поглядів на лівий-правий спектр, вважаючи його недостатнім для опису своїх переконань.[40][41]
- обґрунтування переваги і обраности однієї, обраної в силу цього панівної нації (під нацією, як і під державою, розуміється один індивід (як правило, масштабів культу особи) або їх невеличка група, що триває історично і об'єднаних однією ідеєю сильної особистости, мілітаризму, тоталітаризму, постійної війни, і панування) дискримінація стосовно інших «чужорідних», «ворожих» націй і національних меншин[42][43], класів,[44] рас, індивідів,[44] груп індивідів (бо можуть мислитись лише в державі),[44] суспільств,[44] партій,[44] профспілок[44] і т. д. Антиіндивідуалізм.[45] Особиста позиція в колективі, наприклад, національного характеру, етнічного, расового або соціальних класів, або щодо організацій громадянського суспільства — пригнічується.[46]
- утвердження насилля і терору з метою придушення політичного противника і будь-яких форм інакодумства[47]; Нижче наведене висловлювання Ренана, Муссоліні вважає передфашистським: «Розум, знання — продукти Людства, але це химера — бажати розуму безпосередньо для народу і через народ»; «Для існування Розуму зовсім немає необхідности, щоб він був загальним надбанням».[48] Позитивне ставлення до насилля.[49]
- насадження режиму, заснованого на принципах тоталітарно-корпоративної державности, однопартійности та вождизму[50][51] Фашизм можна розглядати як крайню форму колективізму;
- заперечення демократії та відкритости влади[52][53];
- мілітаризація суспільства, створення воєнізованих формувань, і війна як обов'язок[54][55].[56] Фашизм рясно користується популістською термінологією: заклики до героїчних масових сил, щоб відновити славу минулого, і вимагає вірности єдиному лідеру, який, як правило, досягає масштабів культу особи.
- проти ліберальних доктрин.[57] Фашистське розуміння «влади» не має нічого спільного з поліційною державою.[49]

### Фашизм та державний капіталізм
Для фашизму є близьким поняття державний капіталізм, хоча це не є частиною ідеології. З економічних питань, італійський фашистський лідер Беніто Муссоліні в 1933 році стверджував, що якби фашизм слідував сучасній фазі капіталізму, його шлях буде «невідворотно вести в державний капіталізм, який є ні більше, ні менше, ніж державний соціалізм „з ніг на голову“. У будь-якому випадку, чи результатом буде державний капіталізм чи державний соціалізм, в результаті це призведе до бюрократизації економічної діяльності нації». Одним з прикладів близьких до державного капіталізму на пострадянському просторі може бути політична позиція з повернення ЖЕКів і заборона встановлення автономних систем опалювання житла.
Фашизм був заснований під час Першої світової війни італійськими націонал-синдикалістами, які об'єднали ліві і праві політичні погляди. Тому фашисти зазвичай мають тверду позицію проти будь-якого розділу зв'язку політичних поглядів на лівий-правий спектр.
Економічна організація є корпоративістсько-синдикалістська в спеціальній фашистській формі. Синдикалізм був радикальним лівим робітничим рухом — хто хотів, захоплював фабрики для їх самоорганізації. Виробництво повинно бути організоване роботодавцем та працівниками в одній профспілці, у той час як теперішні розформовуються. На практиці, робітники не отримали більше впливу. Навпаки, виробництво було більш централізованим. Незважаючи на схильність до держави, в фашизмі хочуть не колективізації економіки відповідно до радянської націоналізації.

### Роль держави
У фашистському світогляді роль держави викладена в статті Беніто Муссоліні Доктрина фашизму. В цій праці термін «тоталітаризм» розглядається у позитивному значенні цього слова.
Для фашиста — нічого не існує поза державою (нічого людського чи духовного не існує, а тим більш не має цінности поза державою), а державою і нацією (нація не є расою) є «вища особистість» (або група таких особистостей), об'єднаних такою ідеєю. Нація — це група, тобто, безліч, об'єднана однією ідеєю, якою є воля до існування і панування (це і є самосвідомістю і особистістю) і у формі держави вона є етичною реальністю, керівнича влада, сила, яка здійснює зовні свою волю і примушує визнавати і поважати себе, вища і наймогутніша форма особистости, яка і синтезує всі форми морального і інтелектуального життя людини, охоплює її волю і розум. Решту індивідів, які збігаються з державою — фашизм просто признає. Народ, в фашистській доктрині, потрібно розглядати якісно, а не кількісно (якість є «вища особистість»): як найбільш потужну, моральну, істинну і послідовну ідею (ця ідея здійснюється в народі через свідомість і волю небагатьох, навіть одного, і, як ідеал, прагне здійснити в свідомости і волі усіх). «Вища особистість» і держава за Муссоліні — це один або декілька індивідів. При цьому фашизм є антиіндивідуалістичним. Держава є фактом духовним і моральним, тому що вона виявляє собою політичну, юридичну і економічну організацію нації. Держава є абсолютом, в порівнянні з яким індивіди і групи — лише відносне. Для фашизму людина — це індивід, єдиний з нацією, Вітчизною. В житті індивід шляхом самозречення, жертви приватними інтересами, навіть подвигом смерті виконує чисто духовне буття, в чому і полягає його людська цінність. Для фашиста — все в його державі, і ніщо людське чи духовне не існує поза його державою, поза державою немає і індивіда — індивіди і групи можуть мислитись лише в державі. Оскільки нацією і державою є один індивід («вища особистість») або група їх, то це, звичайним чином, заперечує ліберальні доктрини, соціалізм, комунізм і класову боротьбу, матеріалістичний позитивізм, демократію (яка прирівнює народ до більшости, і знижує рівень народу до рівня багатьох) і демократичні ідеології, масонські доктрини, якобінські новозапроваджування. Фашизм сам є формою демократії. Ця держава («вища особистість», або група їх) і є творцем права, дає індивідуальній волі форму закону Тому звідси організація і експансія, хоча б в можливости. В фашистській доктрині імперія є не лише територіальним, військовим чи торговим інститутом, а також моральним і духовним (в фашизмі можна мислити імперію, тобто націю, яка керує прямо або побічно іншими націями, без необхідности завоювання навіть одного кілометру території). Для фашизму прагнення до імперії, тобто до національного розповсюдження є життєвим проявом. Держава в фашизмі (за Муссоліні) має підносити людей від «примітивного існування до висот людської міці, тобто імперії», лише фашистська держава може вирішити суперечности капіталізму, а «партія, яка тоталітарно керує нацією — факт новий в історії». Для духу фашизму чужі всі інтернаціональні організації громадського характеру, хоча вони заради вигоди при певних обставинах можуть бути прийняті.
Муссоліні тлумачив «націю» і «державу» з позиції соціал-дарвінізму і національного синдикалізму: що владою і державою є один індивід-«вища особистість» (або невелика група таких «індивідів-„вищих особистостей“»), цей індивід чи невеличка група їх і є нацією; що фашистська держава є волею до влади і панування, а римська традиція в цьому відношенні є ідеєю сили; що кожен народ має свій націоналізм.

«Коли почуття державности слабшає і беруть верх розкладаючі і відцентрові устремління, тоді нації спрямовуються до схилу.»

## Історія фашизму

Беніто Муссоліні показує Римське привітання поруч із Адольфом Гітлером

Як організований рух фашизм виник 1919 р. в Італії на чолі з Беніто Муссоліні і згодом став універсальним поняттям для означення численних відносно подібних та споріднених за ідеологією та політичною практикою організацій і груп, що почали виникати і діяти практично у всіх європейських країнах у міжвоєнний період, а також встановлених ними режимів там, де вони прийшли до влади. Фашистська диктатура — режим правління Муссоліні між 1922—1943 в Італії.
У Німеччині подібною організацією з власною специфікою стала Націонал-соціалістична німецька робітнича партія, яка на чолі з Адольфом Гітлером 1933 року захопила владу і втягла світ у Другу світову війну.
З деякими застереженнями до категорії фашистських відносять режим генерала Ф. Франко, який у 1936 — 1939 роках очолював боротьбу проти комуністичної революції в Іспанії і згодом керував цією країною впродовж кількох десятиліть.
У Португалії в 1932 р. прем'єр-міністром став А. О. Салазар, який спирався на партію «Національний союз» та воєнізовану структуру «Португальський легіон».
Серед численних фашистських організацій Франції найбільші впливи мали партії «Французька дія», «Французька солідарність», Народна французька партія, бойові союзи «Фасції» та «Вогненний хрест».
У Великій Британії на початку 20-х років діяли досить чисельні «Британські фашисти» та «Імперська фашистська ліга», після розпаду яких у 1932 р. постав «Британський союз фашистів» на чолі з колишнім лейбористом О. Мослі.
У Швеції з розрізнених фашистських організацій 1929 р. була створена Націонал-соціалістична народна партія, яка орієнтувалася на німецький зразок. Данська націонал-соціалістична партія була створена 1930 року в Данії. У Швейцарії тоді ж була утворена партія «Національний фронт».
У Норвегії під керівництвом В. Квіслінга досить впливовою була партія «Національна єдність».
У Голландії найбільш помітною структурою фашистського типу став Націонал-соціалістичний рух, який мав своє штурмове крило «Збройний загін». У Бельгії тоді діяла ціла низка фашистських організацій, до найбільших з яких належали «Національний легіон», «Національна дія», Фламандський національний союз та рух рексистів.
Поширення ідеології фашизму не оминуло і країни Центральної та Східної Європи. У Польщі її виразником став Національно-радикальний табір — Фаланга під керівництвом Б. Пясецького, в Естонії — Спілка борців за свободу. В Литві — Партія «народних». В Угорщині 1932 р. була створена Націонал-соціалістична Угорська робітнича партія, в 1935 р. — Партія схрещених стріл на чолі з Ф. Салаші. В Румунії виразником ідеології фашизму вважалася партія «Залізна гвардія». У Чехословаччині під керівництвом генерала Радоли Гайди була створена Національна фашистська громада, згодом — Партія національної єдности.
Захоплення фашизмом зачепило і радикальні єврейські кола. Зокрема, у Польщі була відома створена В. Жаботинським організація «Бетар», яка копіювала уніформу та гасла німецьких штурмовиків і влаштовувала публічні марші. В Палестині близькою за ідеологією до фашизму вважалася група Аба Ахимеіра. Представники таких течій у єврейському середовищі не раз зустрічалися з Муссоліні. В Італії у 1934–1937 рр. у військово-морській школі Чівітта навчалися молоді активісти сіоністських організацій, які згодом склали кістяк військово-морських сил Ізраїлю.
Ідеологія фашизму знайшла сприятливий ґрунт серед значної частини російської еміграції. Відомий ідеолог російського чорносотенного руху В. Шульгин твердив про ідейну спорідненість її правого крила з фашизмом. Видатний філософ М. Бердяєв вважав, що фашизм складається з позитивних елементів і на його чолі стоїть «чудова людина». На такому тлі цілком логічним виглядало створення цілої низки власне фашистських російських організацій. У 1926 р. в Сербії була заснована Національна організація російських фашистів. Тоді ж у Харбіні (Китай) почала діяти організація «Робітничо-селянська козача опозиція росіян — Російські фашисти», в Тяньцзині — організація «Чорні фашисти». У Франції помітною була «Рада младоросів», що ідентифікувала себе з фашистами. Серед подібних організацій були також Всеросійська фашистська партія, згодом — Російський фашистський союз, також Російський Національний Фронт, Російський Націонал-Соціалістичний Рух, Всеросійська націонал-революційна партія та ще багато інших. Вони об'єднували десятки тисяч членів. Російські фашистські партії були членами Всеслов'янської фашистської громади з центром у Празі, а деякі з них оголосили лідера чехословацьких фашистів генерала Гайду вождем фашистів слов'янських народів.

## Фашизм у різних країнах

### Італійський фашизм

#### Виникнення фашизму в Італії
У 1921 промові в Болоньї, Муссоліні заявив, що «фашизм народився … з глибокої, вічної необхідности цієї нашої арійської і середземноморської раси». У цій промові Муссоліні мав на увазі італійців як Середземноморську філію арійської раси, «арієць» у значенні «людей індоєвропейської мови і культури». Італійський фашизм підкреслював, що раса була пов'язана духовними і культурними основами, і визначали расову ієрархію на основі духовних і культурних чинників. Італійський фашизм таким чином мав за основу свою концепцію про раси на духовних і культурних чинниках, і Муссоліні явно відхилив поняття, що біологічно «чисті» раси існували, хоча біологія досі вважається важливим чинником у расі.
Італійський фашизм рішуче відкинув загальну нордичну концепцію арійської раси, яка ідеалізувала «чистих» арійців як мають певні фізичні риси, які були визначені як Північні, ті, котрі з світлим волоссям і голубими очима.
На початку 1930-х років, з приходом до влади нацистської партії в Німеччині з Фюрером Адольфом Гітлером з акцентом "на нордичній концепції арійської раси, виникла напруженість між сильними фашистами і нацистами у сфері расових питань. В цей час фашистські засоби масової інформації в Італії критикували та висміювали расову доктрину німецьких націонал-соціалістів. У 1934 році, після вбивства австрійськими нацистами австрійського канцлера Дольфуса, союзника Італії, Муссоліні прийшов в лють і відповів сердито засуджуючи нацизм, кажучи: «германська раса не існує. … Ми повторюємо. Не існує. Вчені кажуть так. Гітлер говорить так.»
До 1936 року, напружені відносини між фашистською Італією і нацистською Німеччиною зменшується, і відносини стали дружніше. У 1936 році Муссоліні вирішив розпочати расову програму в Італії, і був зацікавлений у расових дослідженнях. Певна спорідненість ідеологій і політичних систем, виключення з Ліги Націй обидвох режимів дало поштовх до їхньої співпраці.

#### Масштаби репресій та жертв італійського фашизму
До і після 1922 року фашизм в Італії заборонив опозиційні партії, посадив в тюрму їхніх лідерів, вбив від 2000 до 3000 політичних опонентів, заборонив незалежну пресу, ліквідував нефашистські профспілки, порушував власні закони, спонсорував таємну поліцію, та заохочував італійців доносити на один одного. Протягом фашистського правління в Італії антифашисти різної орієнтації могли бути покарані попередженнями чи домашніми арештами, примусовими засланнями у невеликі містечка чи острови. Законодавством також було введено смертну кару за замахи на Дуче та провідних членів королівської сім'ї. На кінець фашистського режиму в Італії таємна поліція скомпілювала досьє на 130,000 італійців. Приблизно 13,000 опонентів фашизму в Італії були піддані довготривалим тюремним покаранням. В мирний час Спеціальний трибунал виконав дев'ять смертних вироків. Вісім інших смертних вироків були помилувані. Ці відносно незначні цифри репресованих політичних опонентів можуть створювати враження про фашистський режим в Італії як про м'яку форму диктатури. Але слід відмітити, що фашизм в Італії був значно менш кривавим у внутрішній політиці, ніж нацизм в Німеччині або більшовизм в СРСР. Відповідно до досліджень вченого Річарда Босворза, розв'язані італійським фашизмом зовнішні імперіалістичні війни забрали життя понад одному мільйону людей.

### Фашизм у Росії та фашизм російської еміграції
На близькість режимів, що визнавали себе фашистськими, до політичного режиму у Радянській Росії й СРСР вказували численні дослідники. Як зазначав Арнольд Тойнбі:

| Успіх ленінського диктаторського режиму однопартійного типу доведений багатьма його наслідувачами. Проминувши тих наслідувачів, що називали себе комуністами, вкажімо лише на режим, установлений Мустафою Кемалем Ататюрком задля повного відродження Туреччини; на фашистський режим Муссоліні в Італії; на націонал-соціалістичний режим Гітлера в Німеччині. |
Сучасний ідеолог російського (рос. русского) фашизму Олександр Дугін вважає, що, оскільки Росія пройшла «два ідеологічні етапи — комуністичний і ліберальний», то для неї залишається лише один варіант «політико-державної реалізації» — фашизм. Ще у 2007—2008 роках з'явилися оцінки політичного режиму, встановленого в Російській федерації, як фашистського: об'єднання войовничих монархістів-чорносотенців із циніками й конформістами навколо помірно-ліберальних фашистів склало ядро горезвісної «путінської більшости». Владислав Іноземцев (політолог, доктор економічних наук) дає чіткий аналіз нинішнього режиму у Росії, на підставі якого робить висновок: «Кремлівський режим підпадає практично під всі визначення класичного фашизму — це авторитарний режим, заснований на принципах корпоративної держави та апології національної зверхности, причому на концептах не стільки ідеологізованих, скільки міфологізованих. Класичний фашизм виник та розвинувся в Італії у роки правління Беніто Муссоліні. Путін — дуче, а не фюрер». Андрій Зубов, порівнюючи режими нацистської Німеччини і нинішньої Російської Федерації, зазначає, що коли впав режим Гітлера у Німеччині, була проведена системна денацифікація: декартелізація, денацифікація, демілітаризація й демократизація (4 Д). У Росії ж нічого подібного не сталося. Тому тоталітарний, авторитарний фон відроджується. За суттю своєю це фашистський режим. «Не нацистський, тому що расової політики немає, а саме фашистський: державно-приватні монополії та корпорації, приватний капітал, союз із релігією та, природно, націоналізм». «І якщо ми не хочемо рецидиву, ми повинні проводити дуже глибоку, системну детоталітаризацію суспільства».

## Культура

### Естетика

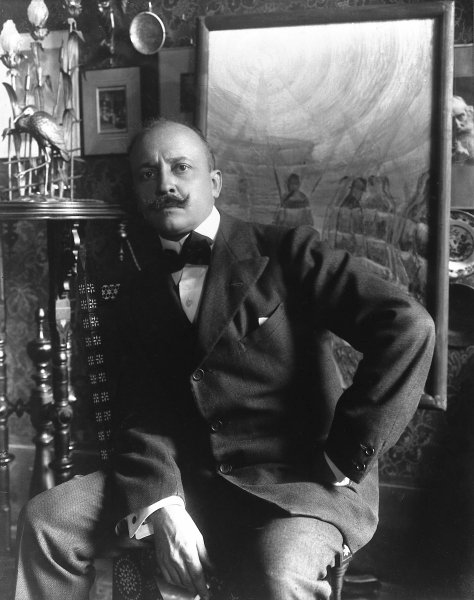
Філіппо Томмазо Марінетті

У праці Мистецький твір у добу своєї технічної відтворюваности (1935) Вальтер Беньямін визначає естетизацію політики як ключовий елемент у фашистських режимах. З цього приводу він цитує Філіппо Томмазо Марінетті, засновника мистецького руху футуризму та співавтора Фашистського маніфесту (1919), який у своїх творах естетизує війну й стверджує, що «війна прекрасна».
У Симулякри і симуляція (1981) Жан Бодріяр інтерпретує фашизм як «політичну естетику смерті» і як запеклий контррух проти зростаючого раціоналізму, секуляризму та пацифізму сучасного західного світу.
Стандартне визначення фашизму, яке надає Стенлі Г. Пейн, зосереджене на трьох поняттях, одним із яких є «фашистський стиль» з естетичною структурою зборів, символів та політичної літургії, що підкреслює емоційні та містичні аспекти.
Еміліо Джентіле стверджує, що фашизм виражається естетично більше, ніж теоретично, через новий політичний стиль із міфами, ритуалами та символами як світською релігією, покликаною аккультуризувати, соціалізувати та інтегрувати віру мас з метою створення «нової людини».
Культурна критикиня Сьюзен Зонтаґ пише:
Фашистська естетика ... випливає з (і виправдовує) занепокоєння ситуаціями контролю, підлеглої поведінки, надмірних зусиль і витривалості у стражданнях; вона схвалює два, здавалося б, протилежні стани — егоїзм і рабство. Відносини панування й поневолення набувають форми характерної видовищності: масові скупчення людей; перетворення людей на речі; множення чи реплікація речей; і згуртування людей/речей навколо всесильного, гіпнотичного лідера чи сили. Фашистська драматургія зосереджена на оргіастичних взаємодіях між могутніми силами та їхніми маріонетками, одягненими уніфіковано та показаними в дедалі зростаючих кількостях. Її хореографія чергує безперервний рух і застигле, статичне, «чоловіче» позування. Фашистське мистецтво прославляє покору, звеличує бездумність, оспівує смерть.
Зонтаґ також перелічує певні спільні риси між фашистським мистецтвом і офіційним мистецтвом комуністичних країн, зокрема підлеглість мас герою та перевагу для монументального й «грандіозної й жорсткої» хореографії масових тіл. Відмінність між ними полягає в тому, що офіційне комуністичне мистецтво «має на меті викласти й зміцнити утопічну мораль», а мистецтво фашистських країн, таких як нацистська Німеччина, «демонструє утопічну естетику — естетику фізичної досконалості» у спосіб, що є «водночас хтивим і ідеалізуючим».
На думку Зонтаґ, фашистська естетика «ґрунтується на стримуванні життєвих сил; рухи обмежені, стиснені, стримані». Її привабливість не обов’язково обмежується тими, хто поділяє фашистську політичну ідеологію, адже фашизм «означає ідеал чи радше ідеали, що зберігаються й сьогодні під іншими прапорами: ідеал життя як мистецтва, культ краси, фетишизацію мужності, розчинення відчуження в екстатичних почуттях спільноти; відкидання інтелекту; сім’я людства (під батьківством лідерів)».

### Популярна культура

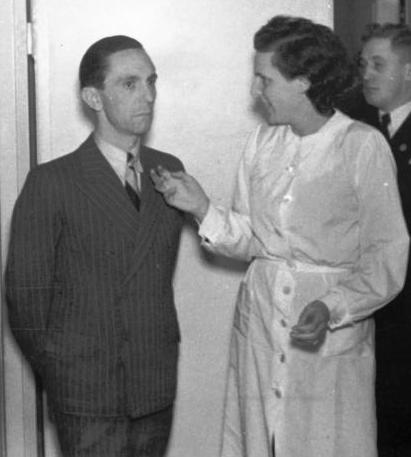
Йозеф Ґеббельс із кінорежисеркою Лені Ріфеншталь у 1937 році

В Італії режим Муссоліні створив Direzione Generale per la Cinematografi, щоб заохочувати кіностудії до прославлення фашизму.[джерело?] Італійський кінематограф розквітав, оскільки режим у 1938 році припинив імпорт голлівудських фільмів, субсидіював національне виробництво й утримував низькі ціни на квитки. Він заохочував міжнародний прокат, аби прославляти свою африканську імперію та протидіяти твердженню, ніби Італія є відсталою. Режим здійснював цензуру критики та використовував державну кіностудію Istituto Luce для возвеличення дуче через кіножурнали, документальні фільми та фотографії. Режим також просував італійську оперу й театр, подбавши про те, щоб політичні вороги не мали голосу на сцені.
У нацистській Німеччині нова Імперська палата культури перебувала під контролем Йозефа Ґеббельса, могутнього райхсміністра народної просвіти й пропаганди Гітлера. Метою було стимулювати аріїзацію німецької культури та заборонити постмодерністські напрями, такі як сюрреалізм і кубізм.

### Першоджерела
- Беніто Муссоліні — Доктрина Фашизму (аудіокнига) (укр.)
- Беніто Муссоліні — Мое Жіття (аудіокнига)(укр.)
- «Доктрина фашизму», переклад В. Н. Новикова, La Renaissance, Paris, 1938
- Юлиус Эвола. Фашизм: критика справа / пер. с ит. — Москва: Реванш, 2005. — 80 с.(рос.)
- Giorgio Alberto Chiurco, Storia della Rivoluzione Fascista, Vallecchi editore, Firenze 1929.(італ.)
- Julius Evola, Il Fascismo. Saggio di una analisi critica dal punto di vista della destra, Volpe, Roma 1963.(італ.)

### Книжки
- Борис Бессонов. Фашизм: идеология, политика. — Москва: Высшая школа, 1985. — 279 с.(рос.)
- Роже Бурдерон. Фашизм: идеология и практика / Пер. с франц. — Москва: Прогресс, 1983. — 165 с.(рос.)
- Б.Быховский. Фельдфебели в вольтерах (фашизм и философия). — Москва: Госполитиздат, 1943. — 40 с.(рос.)
- Вольфґанґ Віперман. Європейський фашизм: порівняльний аналіз (1922—1982) / Пер. з нім. — Київ: Дух і літера, 2008. — 278 с.
- Александр Галкин. Германский фашизм. — Москва: Наука, 1989. — 352 с.(рос.)
- Бела Кёпеци. Неокосерватизм и «новые правые» / Пер. с венг. — Москва: Издательство политической литературы, 1986. — 144 с.(рос.)
- Мэтью Лайонс. Что такое фашизм?. — Свободное марксистское издательство, 2011. — 50 с.(рос.)
- Борис Лопухов. История фашистского режима в Италии. — Москва: Наука, 1977  — 296 с.(рос.)
- Олександер Мицюк. Фашизм. — Прага: Накладом автора, 1930. — 20 с.
- Эрнст Нольте. Фашизм в его эпоху / Пер. с нем. — Новосибирск: Сибирский хронограф, 2001. — 568 с.(рос.)
- Вильгельм Райх. Психология масс и фашизм / Пер. с нем. — Москва: Университетская книга, 1997. — 380 с.(рос.)
- Мануэль Саркисянц. Английские корни немецкого фашизма. От британской к австробаварской «расе господ» / Пер. с нем. — Санкт-Петербург: Академический проект, 2003. — 400 с.(рос.)
- Ярослав Старух. Опір фашизму. — Київ—Львів, 1947. — 24 с.
- Пальмиро Тольятти. Лекции о фашизме / Пер. с итал. — Москва: Издательство политической литературы, 1971. — 200 с.(рос.)
- Г. С. Филатов (отв. ред.). История фашизма в Западной Европе. — Москва: Наука, 1978  — 616 с.(рос.)
- No Compromise — The Conflict Between Two Worlds. By Melvin M. Rader.— New York: The MacMillan Company, 1939.— 403 p.
- Alberto Acquarone, L'organizzazione dello Stato totalitario, Einaudi, Torino 1965.(італ.)
- Paolo Alatri, Le origini del fascismo, Riuniti, Roma 1971.(італ.)
- Eugenio Colorni dall'antifascismo all'europeismo socialista е federalista, Piero Lacaita Editore, Manduria-Bari-Roma, 2010.(італ.)
- Renzo De Felice, Le interpretazioni del fascismo, Laterza, Bari 1969.(італ.)
- Renzo De Felice, Breve storia del Fascismo, Collezione Le Scie n.47, Mondadori, Milano 2001.(італ.)
- Saul Friedländer, Nazi Germany and the Jews: The Years of Persecution, 1933—1939, New York: HarperCollins, 1997.
- Saul Friedländer, The Years of Extermination: Nazi Germany and the Jews, 1939—1945, New York: HarperCollins, 2007.
- Emilio Gentile, Fascismo. Storia e interpretazione, Laterza, Bari 2005, 320 pp.(італ.)
- Daniel Guérin, Fascisme et grand capital. Italie-Allemagne, Paris, Éditions de la révolution prolétarienne, 1936.(фр.)
- Max Horkheimer, Eclipse of Reason, New York: Oxford University Press, 1947. 187 pp.(англ.)
- Mario Isnenghi, Intellettuali militanti e intellettuali funzionari. Appunti sulla cultura fascista, Einaudi, Torino 1979.(італ.)
- Walter Laqueur, Fascism: Past, Present, Future, London and New York: Oxford University Press, 1996. 272 pp.(англ.)
- Franz Leopold Neumann, Behemoth: The Structure and Practice of National Socialism, London: Victor Gollancz Ltd., 1944.(англ.)
- Kevin Passmore, Fascism: A Very Short Introduction, London and New York: Oxford University Press, 2002. 176 pp.(англ.)
- Robert O. Paxton, The Anatomy of Fascism, Vintage, 2005, 336 pp.(англ.)
- Stephen D. Shenfield, Russian Fascism: Traditions, Tendencies, Movements, Armonk and London: M. E. Sharpe, 2001.(англ.)
- Eric Warenstam, Fascismen och nazismen i Sverige, 1920—1940. Studie i den svenska nationalsocialismens, fascismens och antisemitismens organisationer, ideologier och propaganda inder mellankrigsaren. Stockholm: Almqvist & Wiksell, 1970, 227 s.(швед.)

### Статті
- Галушко К. Фашизм // Енциклопедія історії України : у 10 т. / редкол.: В. А. Смолій (голова) та ін. ; Інститут історії України НАН України. — К. : Наукова думка, 2013. — Т. 10 : Т — Я. — С. 270. — ISBN 978-966-00-1359-9.
- Фашизм // Юридична енциклопедія : [у 6 т.] / ред. кол.: Ю. С. Шемшученко (відп. ред.) [та ін.]. — К. : Українська енциклопедія ім. М. П. Бажана, 2004. — Т. 6 : Т — Я. — 768 с. — ISBN 966-7492-06-0.
- Умберто Еко. Ур-фашизм // «Сучасність» (Київ). — 1996. — № 5. — С. 43–51.
- В. Ю. Крушинський. Фашизм // Українська дипломатична енциклопедія : у 2 т. / ред. кол.: Л. В. Губерський (голова) та ін. — К. : Знання України, 2004. — Т. 2 : М — Я. — 812 с. — ISBN 966-316-045-4.
- C. Кульчицький. Фашизм // Політична енциклопедія. Редкол.: Ю. Левенець (голова), Ю. Шаповал (заст. голови) та ін. — К.: Парламентське видавництво, 2011. — с.744 ISBN 978-966-611-818-2
- Фашизм // Велика сучасна енциклопедія: у 10 т. — Т. 10 : Т–Я / [уклад. Івченко А. С.]. — Харків: Клуб сімейного дозвілля, 2013. — С. 70. — ISBN 978-966-14-5754-5.
- О. Ю. Кутаев. Кризис 1929 г. и германский национал-социализм // «Вопросы истории» (Москва). — 2012. — № 12. — C. 92-108.(рос.)
- Віктор Петров. Расова теорія на слугах германського фашизму // Наукові записки Інституту історії матеріальної культури. — Київ: Всеукраїнська академія наук, 1934. — Кн. 2. — С. 49-71.
- Вильгельм Райх. Массовая психология фашизма // «Свободная мысль» (Москва). — 1992. — № 10. — С. 113—121.(рос.)
- Роман Тиса. Превентивна контрреволюція // Сучасна політична лексика. Навчальний енциклопедичний словник-довідник / за наук. ред Н. М. Хоми. — Львів: Новий світ-2000, 2015. — С. 309—310.
- Е. С. Токарева. Фашизм, церковь и католическое движение в Италии (1922—1943). — Москва: ИВИ РАН, 1999. — 366 с.(рос.)
- Лев Троцкий. Бонапартизм и фашизм // «Бюллетень оппозиции (большевиков-ленинцев)». — № 29-30 (сентябрь 1932).(рос.)
- Лев Троцкий. Пилсудчина, фашизм и характер нашей эпохи // «Бюллетень оппозиции (большевиков-ленинцев)». — № 29-30 (сентябрь 1932).(рос.)
- Лев Троцкий. Бонапартизм, фашизм и война // «Бюллетень оппозиции (большевиков-ленинцев)». — № 84 (сентябрь—октябрь 1940).(рос.)
- Онацький Є. Ідеологічні й тактичні розходження між фашизмом і націонал-соціалізмом // Розбудова Нації. — Прага. — травень-червень 1934 року. — с. 142—149.

### Історія, ідеолоґія, типолоґія
- Умберто Еко. Ур-фашизм. — Historians.in.ua. — 31.05.2012.
- Роджер Ґрифін. Дослідження фашизму в Східній Европі: рух навздогін чи прокладання нового шляху? // Україна Модерна. — 2013. — № 20.
- Вольфґанґ Віперман. Європейський фашизм: порівняльний аналіз (1922—1982). — Київ: Дух і літера, 2008. — 278 с.
- Карл Корш. Фашистська контрреволюція (1940)
- Сергій Кот. Російський фашизм як факт історії // Українське слово. — 22-28.12.2004.
- Мэтью Лайонс. Что такое фашизм? (2011) (рос.)
- Міхайло Марковіч. Принципи політики у лібералізмі, фашизмі і соціялізмі (1974)
- Олександр Мотиль. Фашизм як політична система // Zbruch, 03.06.2013
- Кирилл Назаренко. Об адмирале Колчаке, белом движении и фашизме (рос.)
- Віктор Петров. Расова теорія на слугах германського фашизму (1934)
- Нікос Пуланзас. Загальні міркування про державу надзвичайного стану (1974)
- Нікос Пуланзас. Народний поштовх до фашизму (1976)
- Александр Тарасов. Фашизмов много. И чем дальше, тем они все менее отличимы от «обычного капитализма» (2003)(рос.)
- Енцо Траверсо. Інтелектуали й антифашизм. За критичну історизацію (1997)
- Андреас Умланд. «Консервативная революция»: имя собственное или родовое понятие? // Вопросы философии. — 2006. — № 2. — С. 116—126.(рос.)
- Михаил Шнейдер. Россия, 2012 год. 14 признаков фашизма: да или нет?. — Эхо Москвы. — 09.05.2012.(рос.)
- Україна Модерна. — 2013. — № 20: «Фашизм і правий радикалізм на сході Европи».
- Самир Амин. Возвращение фашизма в современном капитализме (2014)(рос.)
- Адмирал Колчак: первый русский фашист. — Толкователь. — 18.02.2015.(рос.)
- Князь Юрий Ширинский-Шихматов и его вариант «русского фашизма». — Толкователь. — 27.03.2015.(рос.)

### Фашизм і Україна
- Олександр Зайцев. Український націоналізм та італійський фашизм (1922—1939). — Бібліотека націоналіста «Бандера». — 11.01.2012.
- Олександр Зайцев. Фашизм і український націоналізм (1920-30-ті рр.). — «Ї» (Львів). — Ч. 16 (2000).
- Олександр Косвінцев. Фашизм в Росії і Україні: схожість та відмінність. — Zaxid.net. — 22.05.2013.
- Тимоті Снайдер. Фашизм повертається в країну, яку колись зруйнував. — Українська правда. — 23.05.2014.
- Що є фашизм і що є український інтеґральний націоналізм? // Zbruch, 02.10.2013
- Alec Lunn, «Preparing for War with Ukraine's Fascist Defenders of Freedom», in Foreign Policy, 30 August 2014. (англ.)